# Eli Manning
Elisha Nelson "Eli" Manning (født 3. januar 1981 i New Orleans, Louisiana, USA) er en amerikansk footballspiller, der spiller i NFL som quarterback for New York Giants. Han førte i 2008 og 2012 klubben til sejr i Super Bowl begge gange mod New England Patriots. Han er lillebror til eks-Denver Broncos-quarterbacken Peyton Manning.
Eli Manning er den eneste quarterback i NFL der har besejret Tom Brady i en Super Bowl to gange.
Eli Manning underskrev den 11. september 2015 en forlængelse på sin kontrakt på 4 år, som sikrede quarterbacken $85 millioner, med en garanti på $65 millioner. Det forventes derfor at Eli Manning slutter sin karriere i New York Giants når kontrakten udløber.